# Apostol (liturgică)
Apostolul este cartea liturgică ce conține toate citirile din epistolele apostolilor în ordinea citirilor la slujbele de peste an.
Un apostol sau o epistolă este o scriere către sau trimisă unei persoane sau unui grup de persoane, de obicei o scrisoare dar una foarte convențională, didactică și elegantă. Scrisorile Apostolilor către creștini din Noul Testament sunt adesea prezentate sub numele de epistole.
În cadrul Sfintei Liturghii sau alte slujbe liturgice, epistola se referă mult mai precis la un pasaj precizat din epistola din Noul Testament care este programată să fie citită într-o anumită zi sau cu o anumită ocazie.